# 2349 Kurchenko
A 2349 Kurchenko (ideiglenes jelöléssel 1970 OG) a Naprendszer kisbolygóövében található aszteroida. Tamara Mihajlovna Szmirnova fedezte fel 1970. július 30-án.